# فرهنگ ویلانوا

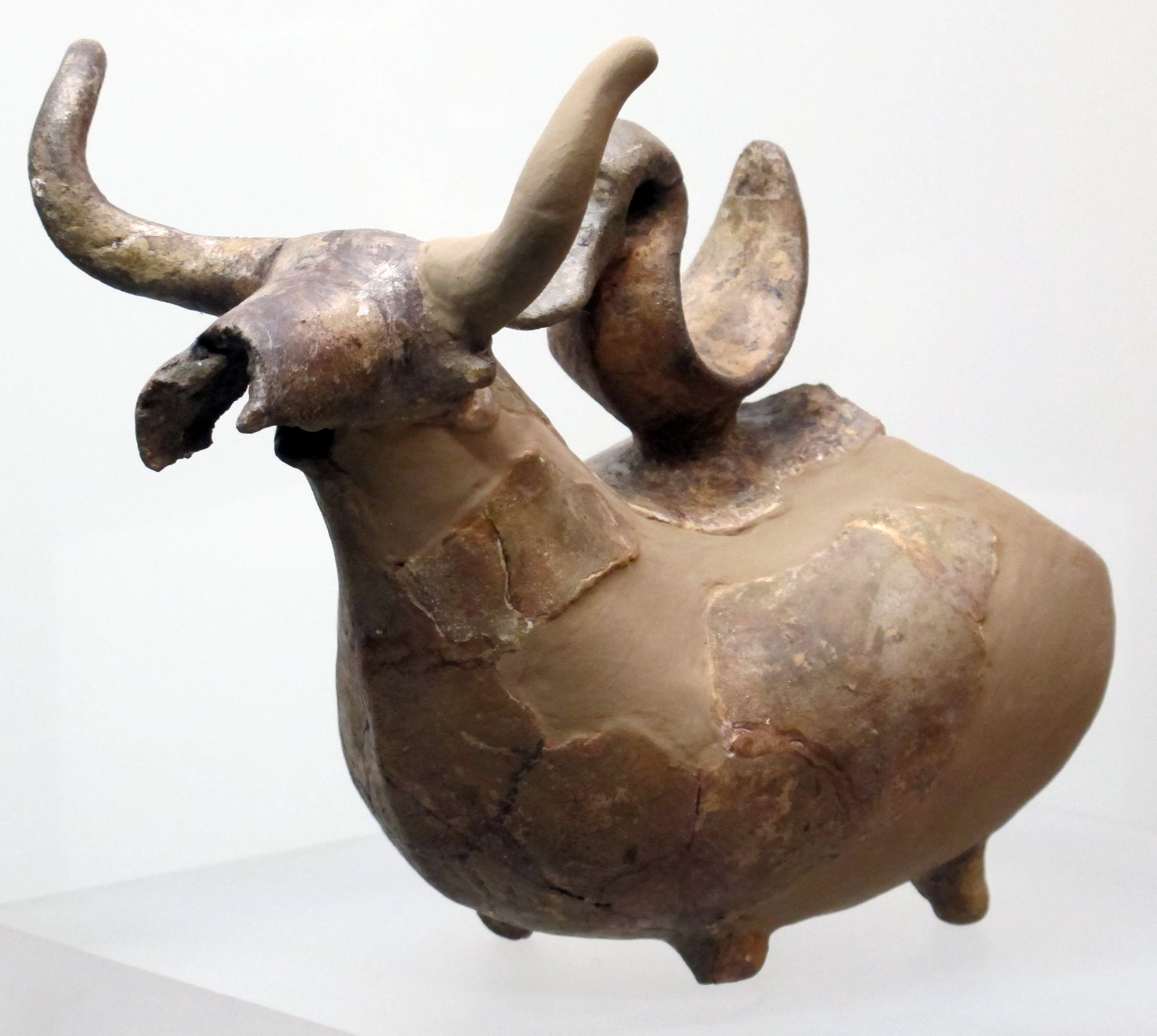
شیئی مربوط به دورهٔ سوم فرهنگ ویلانوا (پیرامون ۷۲۵ تا ۶۸۰ پیش از میلاد)، موزهٔ باستان‌شناسی بولونیا

فرهنگ ویلانُوا به عنوان کهن‌ترین مرحله از تمدن اتروسک در پیرامون زمان‌بندی کلی ۹۰۰ تا ۷۰۰ پیش از میلاد دانسته می‌شود. ولانوا کهن‌ترین فرهنگ عصر آهن در شمال و غرب ایتالیا است و بلافاصله پس از عصر برنز فرهنگ نیاویلانوایی پدیدار می‌شود. این فرهنگ مشتق شده از فرهنگ زمین خاکستردان مربوط به اروپای مرکزی است و متأثر از فرهنگ سکونت‌گاه‌های یونانی‌ها در جنوب ایتالیا. این فرهنگ به چهار دورهٔ زمانی تفکیک شده‌است، دورهٔ اول از ۸۰۱ تا ۶۹۰ پیش از میلاد، دورهٔ دوم از ۸۰۰ تا ۷۵۰، دورهٔ سوم تا ۶۸۰ و دورهٔ چهارم تا ۵۴۰ پیش از میلاد.
شیوهٔ مرسوم تشییع جنازه در فرهنگ ویلانوا، خاکستر کردن و سپس ریختن خاکستر مردگان در کوزه و به خاک سپردن آن بوده‌است. خانه‌های مردمان این فرهنگ، کلبه‌هایی مستطیلی‌شکل و کوچک بوده‌است. سکونت‌گاه‌های اصلی این فرهنگ در اتروریا، وروچیو، مارکه و اتروریای تیرنی (در توسکانی و لاتزیو) قرار داشته‌است.